# Stramonita brasiliensis
Stramonita brasiliensis is een slakkensoort uit de familie van de Muricidae. De wetenschappelijke naam van de soort is voor het eerst geldig gepubliceerd in 2011 door Claremont & D.G. Reid.